# Путь неблагоприятного исхода
Путь неблагоприятного исхода (ПНИ) — структурированное представление биологических событий, приводящих к нежелательным явлениям, которое считается важным для оценки риска . ПНИ линейно соединяет существующие знания по одной или нескольким сериям ключевых событий, обладающих причинной связью, между двумя точками — молекулярным инициирующим событием и неблагоприятным исходом, которые происходят на уровне биологической организации, релевантном для оценки риска . Связь между событиями описывается с помощью отношений ключевых событий, описывающих причинно-следственные связи между ними.
ПНИ важны для расширения использования механистических токсикологических данных для оценки риска и для нормативных документов с недавними приложениями в других дисциплинах, таких как климатология .

## Справочная информация

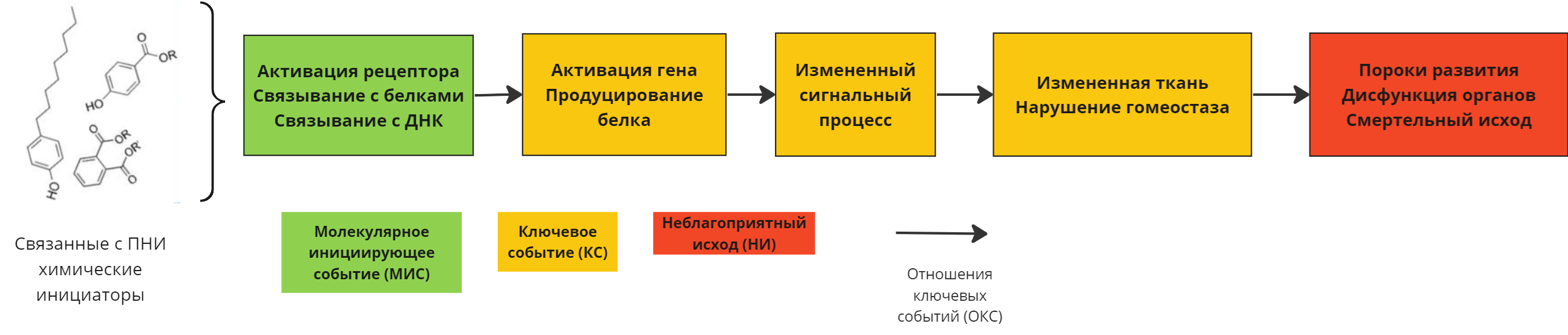
Схема ПНИ с гипотетическими событиями

В 2012 году Организация экономического сотрудничества и развития (ОЭСР) запустила новую программу по развитию путей неблагоприятных исходов. В руководстве подробно описано, как должны разрабатываться, пересматриваться, согласовываться и публиковаться ПНИ на уровне ОЭСР . Предполагается, что рабочий процесс по разработке и пересмотру ПНИ должен осуществляться с помощью веб-инструмента управления ИТ: базу данных о путях неблагоприятных исходов (БД-ПНИ) , которая в настоящее время все еще находится в стадии разработки. Это удобный для пользователя инструмент на основе вики-разметки, предоставляющий интерфейс с открытым исходным кодом для совместного обмена имеющимися и создания новых ПНИ. БД-ПНИ дает научному сообществу возможность получать, делиться и обсуждать знания, связанные с ПНИ, в едином информационном пространстве. БД-ПНИ позволяет создавать ПНИ путем ввода и последующего связывания информации о молекулярном инициирующем событии, ключевом событии, неблагоприятном исходе и химических инициаторах. Зная, что элементы пути не обязательно уникальны для одного ПНИ, ценность существующих знаний увеличивается за счет облегчения повторного использования информации о молекулярном инициирующем событии, ключевом событии, неблагоприятном исходе в нескольких ПНИ, что предотвращает избыточность и делает коллективные знания об этих объектах доступными во всех ПНИ, в которых они появляются.
БД-ПНИ представляет собой комбинацию отдельно разработанных приложений, синхронизированных и организованных таким образом, чтобы предоставить пользователям возможность получать, проверять, просматривать и комментировать ПНИ, которыми делится сообщество заинтересованных лиц.
Проект БД-ПНИ — это инициатива Организации экономического сотрудничества и развития, которая осуществляется в тесном сотрудничестве между Объединенным исследовательским центром Европейской комиссии, Агентством по охране окружающей среды США и Центром инженерных исследований и разработок инженерного корпуса вооруженных сил США с целью реализации программы Организации экономического сотрудничества и развития по разработке ПНИ .
ПНИ также недавно применялся для лучшего понимания эффектов стрессовых факторов, связанных с климатом, что еще больше расширило потенциальные возможности ПНИ в других научных дисциплинах .
Более поздние разработки сосредоточены на анализе сетей ПНИ  и количественной оценке отношений ключевых событий с целью разработки математических моделей ПНИ, иногда называемых количественными ПНИ .
Научные семинары, проведенные для продвижения концепции ПНИ:
- 2013 г.
  - 23–25 января, Балтимор, США. Формирование коллективного опыта для продвижения практического применения токсикологии, основанной на представлениях путей взаимосвязанных событий: Принцип действия печеночной токсичности [11]

- 2014 г.
  - 2–7 марта, Сомма Ломбардо, Италия. Развитие путей неблагоприятного исхода (ПНИ) для комплексного применения в токсикологии и регуляторной практике [12]
  - 24 августа, Прага, Чешская Республика. ПНИ 101: Как и зачем разрабатывать и использовать [13]
  - 3–5 сентября, Бетесда, США. Семинар «Пути неблагоприятных исходов: от исследования к регулированию», проведенный Межведомственным центром НПТ по оценке альтернативных токсикологических методов (NICEATM) и Комитетом врачей по ответственной медицине. Материалы семинара, включая ссылки на видеозаписи пленарного заседания и резюме обсуждений в секционных группах, доступны на веб-сайте НПТ [14]